# كولن أوسبورن
كولن أوسبورن (بالإنجليزية: Colin Osborne)‏ هو لاعب دارت بريطاني، ولد في 19 يونيو 1975 في ميدلزبرة في المملكة المتحدة.

## وصلات خارجية
- كولن أوسبورن على موقع DartsDatabase.co.uk (الإنجليزية)